# アオチドリ
アオチドリ（青千鳥、学名：Dactylorhiza viridis）は、ラン科ハクサンチドリ属の地生の多年草。別名、ネムロチドリ（根室千鳥）という。

## 特徴
根は白く、掌状に分かれ、一部は肥厚する。茎は直立して高さは20-50cmになり、稜がある。葉は長楕円形または広披針形で、長さ4-10cm、幅1.5-3cmになり、4-5個が互生し、葉先はとがり、基部は鞘状になり、葉の表面につやがある。茎の基部に鱗片葉が数個ある。
花期は5-7月。茎先に花序がつき、径10-20mmの花をやや密につける。花は淡緑色から紫褐色をしている。花下の苞は狭披針形で花より長い。3萼片は狭卵形で長さは7-8mmになる。側花片は線状披針形で、萼片より短い。萼片および側花弁は内曲している。唇弁は紅紫色をおび、垂下して肉質、長楕円形で長さ8-10mm、先端は3浅裂し、中裂片より側裂片の方が長い。距は長さ3mmになり、太く短い球形で、唇弁の後方に隠れる。蕊柱は長さ2mmになり、前方に曲がる。

## 分布と生育環境
日本では、北海道、本州中部地方以北、四国（剣山、東赤石山）に分布し、亜寒帯から冷温帯の林下や林縁のやや湿った場所や湿地に生育する。国外では、千島列島、アラスカ、サハリン、朝鮮半島、中国大陸、ロシア、ヒマラヤ、ヨーロッパに広く分布する。

## 名前の由来
和名のアオチドリは、「青千鳥」の意で、花色が緑色であるため名付けられ、また、別名のネムロチドリは、「根室千鳥」の意で、北海道根室に産するためいう。
種小名（種形容語）viridis は、「緑色の」の意味。

## 分類
アオチドリ属 Coeloglossum Hartm. に属する1属1種とされたことがある。また、ヨーロッパ、シベリア西部、北アメリカに分布するのを基本種 Coeloglossum viride var. viride とし、日本、朝鮮半島、中国大陸、千島列島、サハリン、シベリア東部に分布するのを変種チシマアオチドリ var. bracteatum と、日本の南アルプスの高山帯に分布するのを変種タカネアオチドリ var. akaishimontanum と細分する考えがあった。

## ギャラリー

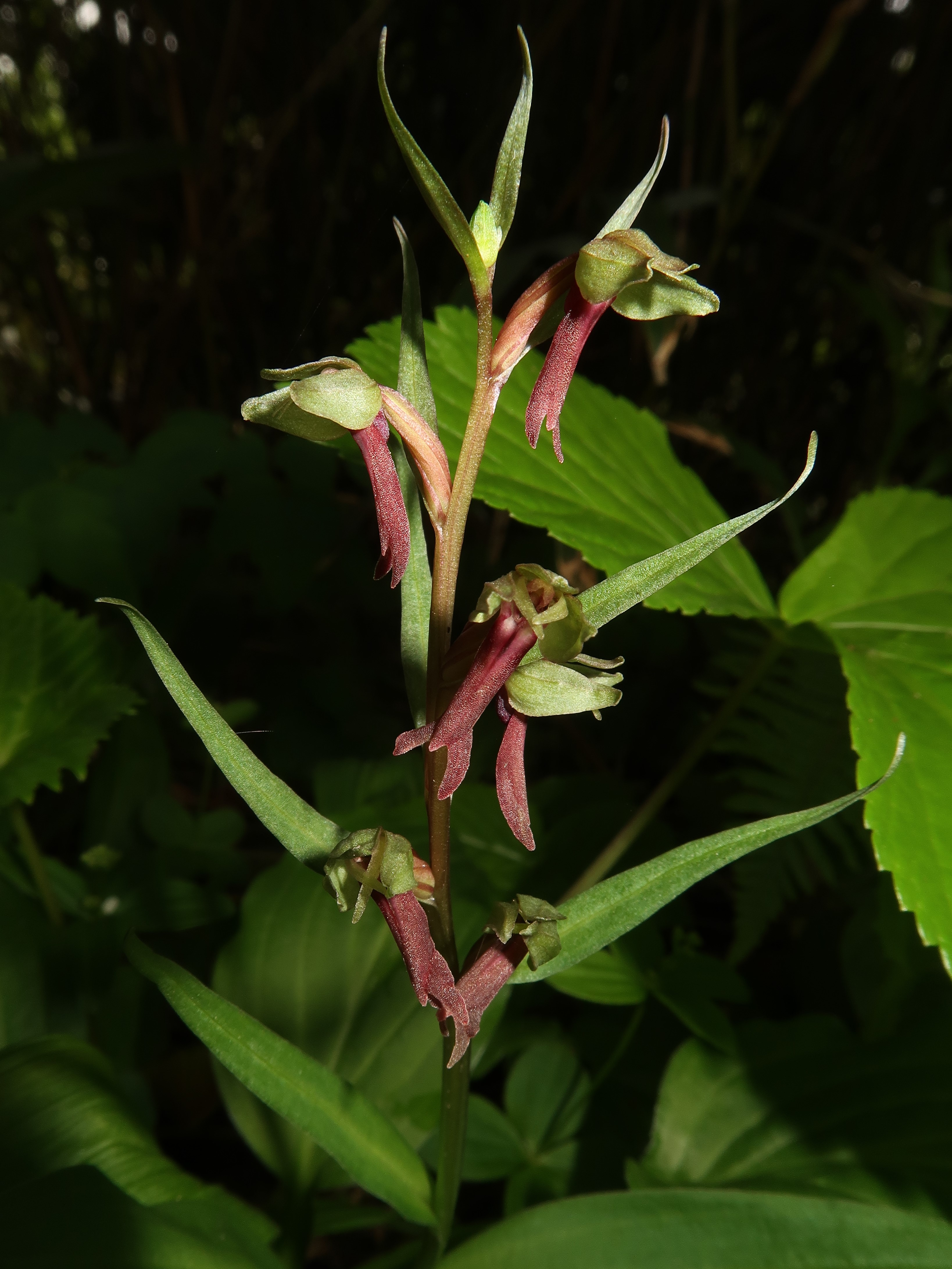
萼片、側花弁は淡緑色。唇弁は赤紫色をおび、先は3裂する。苞は花より長い。
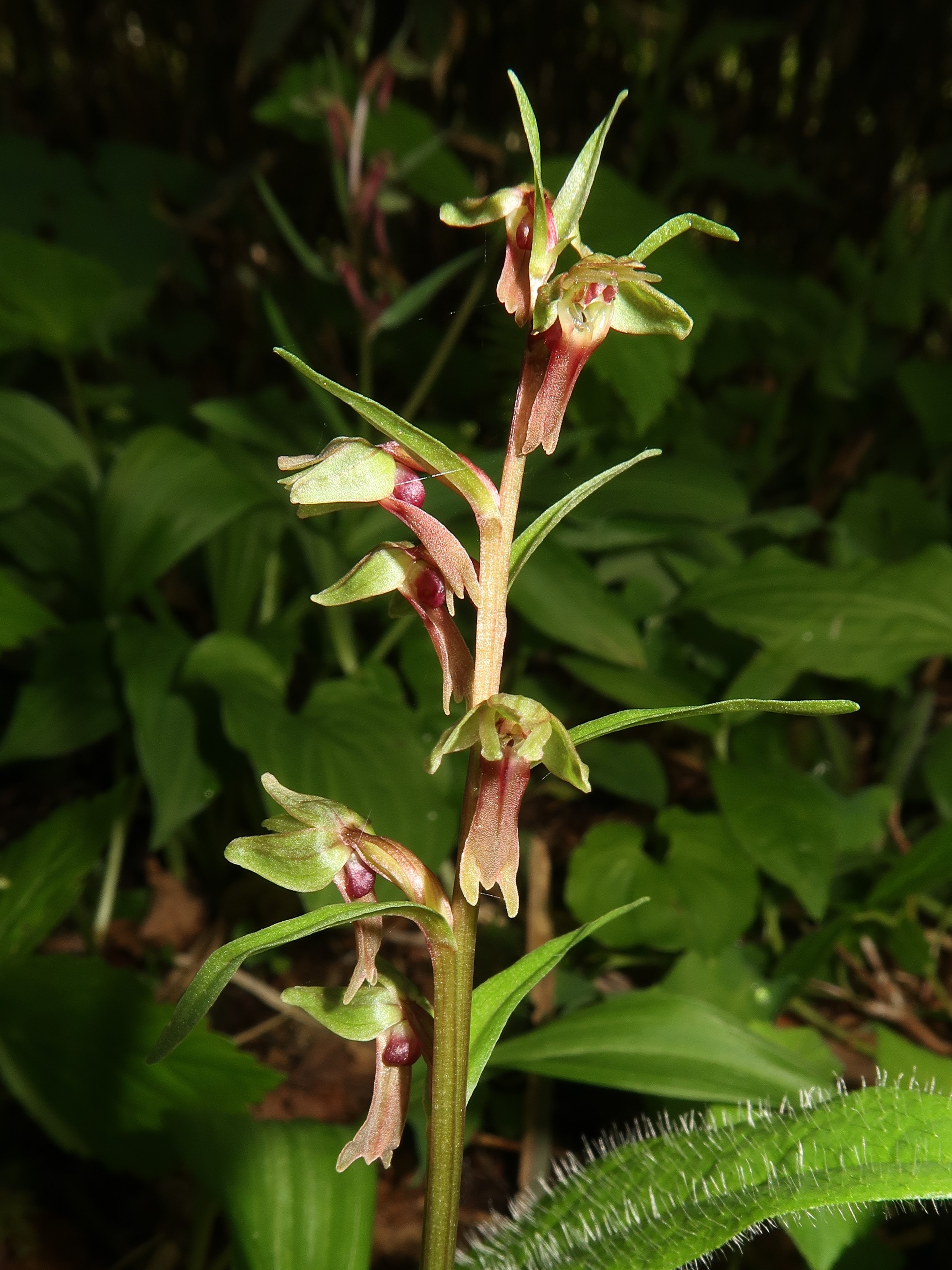
距は球形で、唇弁の後方に隠れる。